# Ole Skibstrup
Alfred Georg "Ole" Olsen Skibstrup, född 22 januari 1887 i Tikøp utanför Helsingør i Danmark, död 21 augusti 1972 i Halmstad, var en dansk-svensk målare.
Han var son till mejeriägaren Emil Fredrik Ferdinand Olsen och Oline Nielsen och gift med Inge Kjærulff. Skibstrup studerade konst i Köpenhamn och Schweiz samt under studieresor till Tyskland, Frankrike Italien, Grekland och Egypten. Han bosatte sig i Sverige 1948. Under sin tid i Danmark ställde han ut upprepade gånger i Köpenhamn och i Sverige ställde han ut tillsammans med Natan Valmin i Halmstad 1956 och tillsammans med Einar Krüger i Ljungby 1949 samt med Calle Holmqvist i Borås 1954. Separat ställde han ut i Halmstad, Värnamo, Ängelholm och ett flertal gånger i Växjö och han medverkade i en större samlingsutställning i Worms i Tyskland 1959. Hans konst består av figurer, porträtt och landskapsmålningar från Halland och Småland.   